# 陳直
陳直（1495年—？），字遂初，號頴谷，浙江杭州府仁和縣人，民籍，明朝政治人物。

## 生平
浙江鄉試第二十三名舉人。正德十二年（1517年）中式丁丑科會試第二十八名，登第三甲第一百一十二名進士。兵部观政，卒。

## 家族
曾祖陳敏政，曾任知府、贈中議大夫資治尹；祖父陳良器，曾任應天府府尹；父陳宋。母施氏；繼母孫氏。重庆下。